# Geschichte der British Army
Die Geschichte der British Army umfasst die Entwicklung der britischen Landstreitkräfte, British Army, von der erstmaligen Aufstellung eines stehenden Heeres im 17. Jahrhundert bis zur Gegenwart. Sie spannt sich über drei Jahrhunderte und zahlreiche europäische, koloniale und globale Kriege. Von den frühen 1800ern bis 1914 war das Vereinigte Königreich die größte wirtschaftliche und imperiale Macht der Welt. Obwohl sich diese Dominanz vor allem auf die Stärke der britischen Seestreitkräfte, der Royal Navy, begründete, spielte die British Army doch eine wichtige Rolle dabei. In Friedenszeiten unterhielt Großbritannien generell nur eine kleine Landstreitkraft, die sich aus Freiwilligen zusammensetzte; nur in Kriegszeiten wurde sie um die benötigte Menge erweitert. Dies erklärt sich vor allem durch Großbritanniens traditionelle Rolle als Seemacht. Seit 1745 hatte die British Army nur eine kleine oder gar keine Rolle in der britischen Innenpolitik gespielt und wurde selten für interne Konflikte eingesetzt.
Die British Army war in den folgenden Jahrhunderten in viele internationale Konflikte involviert, darunter der Siebenjährige Krieg, die Napoleonischen Kriege, den Krimkrieg und die zwei Weltkriege. Sie leisteten einen großen Beitrag zur Expansion und Aufrechterhaltung des Britischen Weltreichs. Während der späteren Hälfte des 20. Jahrhunderts überwachte sie die größtenteils geordnete Auflösung dieses riesigen Reiches. Seit den 1990ern ist die British Army zunehmend in multinationalen, friedenssichernden Operationen betätigt. Sie wurde auch für Kampfhandlungen im Irak eingesetzt.
Die British Army war stets Vorreiter für neue militärische Entwicklungen. Sie war die erste Armee, die Panzer entwickelte und einsetzte und die heutige Royal Air Force hatte ihren Ursprung einst in der British Army.

## Entstehung (1661–1774)
Vor dem Englischen Bürgerkrieg 1642 gab es weder in England noch in Schottland ein stehendes Heer. Im Frühmittelalter konnte der König auf den Fyrd oder Landwehr zurückgreifen. Dieses Heer setzte sich aus der Masse der freien Landbesitzer zusammen, die verpflichtet waren dem König zwei Monate im Jahr zur Verfügung zu stehen. Der Fyrd wurde allmählich durch die Versammlung der Thanes (Feudalherren) und ihrer Gefolgsleute abgelöst, und nach der normannischen Eroberung (1066) nur noch selten zu Verteidigungszwecken eingesetzt. Später zogen es die englischen Könige vor, neben Rittern Söldner für ihre Kriege einzusetzen. Nach dem Bürgerkrieg und der Einführung der Republik übernahm das Parlament die Kontrolle über das Militär.
Nach der Rückkehr der Monarchie unter König Karl II. begann die eigentliche Geschichte der British Army. Da Karl II. nicht genug Geld hatte, um eine große Armee aufzubauen, stellte er sich einen militärischen Hofstaat aus Wachen und Garnisonen zum Schutz der königlichen Familie und der wichtigsten Punkte des Königreichs vor.
Als die New Model Army aufgelöst wurde, konnte Karl II. das Parlament davon überzeugen, dass zur Aufrechterhaltung von Recht und Ordnung eine größere Anzahl von Soldaten benötigt wurde. Eine ständige Einrichtung von vier Regimentern wurde genehmigt und am 26. Januar 1661 offiziell ins Leben gerufen. Diese erste Armee bestand aus dem King’s Regiment of Horse Guards (den späteren Life Guards), dem King’s Regiment of Horse (den Royal Horse Guards oder Blues), dem ersten Regiment der Food Guards (den Grenadier Guards) und dem zweiten Regiment der Foot Guards (den Coldstream Guards).
Bis zum Ende von Karls II. Regentschaft im Februar 1685 war die Armee auf fast 9.000 Mann angewachsen. Als Wilhelm III. 1689 den Thron bestieg, hatte das Parlament mit der Bill of Rights und einem jährlichen Meuterei-Gesetz sowohl de facto als auch de jure die Kontrolle über die Armee übernommen. Alle Beförderungen, Befehle, Organisation, Ausbildung und die Aufrechterhaltung der Disziplin waren jedoch Sache des Monarchen.
Die Einheiten wurden ursprünglich nach ihren Colonels benannt, so zum Beispiel Sir John Mordaunt's Regiment of Foot, aber 1751 wurde ein Nummernsystem eingeführt, bei der jedes Regiment eine Nummer erhielt, die dem Rang des Kommandanten in der britischen Gesellschaft entsprach. So wurde aus John Mordaunts Regiment das 47th Regiment of Foot. Zwischen 1661 und 1774 wurde die British Army stetig vergrößert. Während des Siebenjährigen Krieges operierte die British Army bereits weltweit. Sie war beteiligt am siebenjährigen Krieg in Nordamerika (1754–62), dem dritten Karnatischen Krieg in Indien (1756–62), der Operation in Westafrika im Jahr 1758 und der Invasion der Philippinen 1762. Eine der wichtigsten Eroberungen der British Army war die Einnahme von Québec.

## Amerikanische Revolution, Koalitionskriege und langer Frieden (1774–1854)
Der Amerikanische Unabhängigkeitskrieg begann 1775, als die 13 nordamerikanischen Kolonien gegen die wirtschaftliche Fremdbestimmung durch das britische Mutterland aufbegehrten. In den 13 Kolonien gab es damals aber auch viele Amerikaner, die für einen Verbleib im Vereinigten Königreich, teilweise auch bewaffnet, eintraten. Sie wurden als Loyalisten bezeichnet. Zwischen 1776 und 1778 wurden fünf amerikanische Regimenter zur British Army hinzugefügt, bekannt als das sogenannte American Establishment. Neben den Anglo-Amerikanern dienten auch viele Indianerstämme unter britischen Kommando, wenngleich diese nicht regulär in die Armee eingebunden wurden. Ebenso zahlreich waren auch deutsche Söldner aus Braunschweig und Hessen in der British Army vertreten.
Nachdem den amerikanischen Truppen und ihren französischen Verbündeten im Oktober 1781 mit der erfolgreichen Belagerung von Yorktown der entscheidende Schlag gelingt, endet der Krieg. Viele Loyalisten waren gezwungen, nach Kanada zu fliehen, wo etliche danach in der British Army Dienst leisteten. Dennoch, von den vielen Einheiten, die von der Army während des Krieges aufgestellt wurden, um den schnellen Ersatz von Garnisonen sichern zu können, wurden alle bis auf drei Regimenter unmittelbar nach dem Krieg aus dem Dienst entlassen.
Zu Beginn des 19. Jahrhunderts begann die British Army neue Technologien und Taktiken in ihre Reihen aufzunehmen. Die wohl wichtigste Erneuerung war die Einführung von Gewehren mit gezogenem Lauf, die gegenüber der Muskete mit ihrem glatten Lauf eine höhere Treffsicherheit und stärkere Durchschlagskraft aufwiesen, sowie die Bildung ganzer Regimenter aus Leichter Infanterie und Scharfschützen, die sogenannten Riflemen. Diese Erneuerung gab der British Army die Möglichkeit, beweglicher und schneller zu agieren, als dies im damals üblichen Formationskrieg der Fall war. Die ersten Leichtinfanterie-Regimente waren das 43rd und das 53rd Foot im Jahre 1803, die aber noch mit Musketen bewaffnet waren. Bereits drei Jahre zuvor stellte man das erste Scharfschützenregiment zur Probe auf, das sogenannte Experimental Corps of Riflemen, das im Jahre 1802 als 95th Regiment of Foot in die Armee eingeführt wurde. Es war komplett mit dem Baker Rifle bewaffnet und hob sich von anderen Regimenten durch die grüne Farbe seiner Uniformen ab, dem sogenannten rifle green. Dieses Regiment wurde sehr oft eingesetzt; vor allem während des spanischen Unabhängigkeitskrieges in gebirgigen Regionen.

## Viktorianisches Zeitalter

### Gliederung und Einsatz

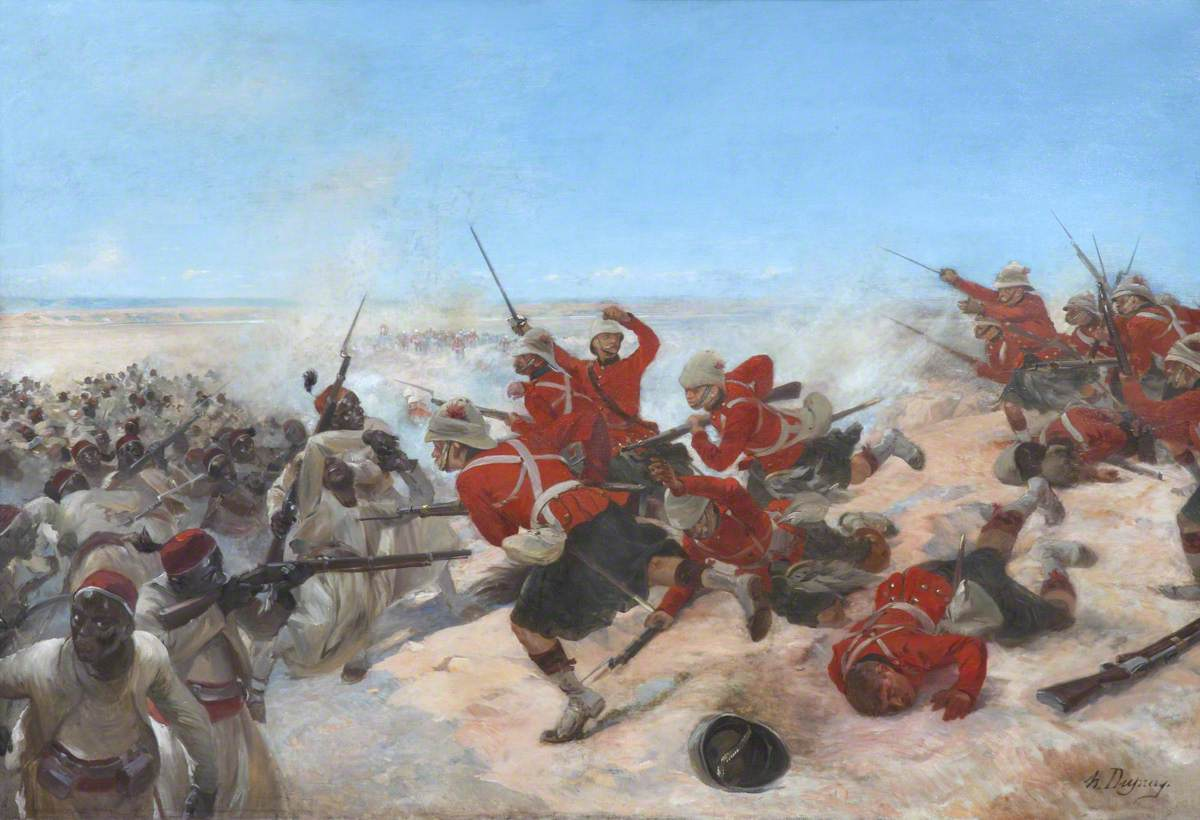
Schlacht von Tel-el-Kebir bei der Niederschlagung des Urabi-Aufstandes

Von Mitte des 19. Jahrhunderts bis zum Beginn des 20. Jahrhunderts war Großbritannien die dominierende Weltmacht mit uneingeschränkter Vormachtstellung. Obwohl stets die Royal Navy als maßgebliches Instrument der Expansion des British Empire angeführt wird, spielte auch die British Army eine entscheidende Rolle. Für die Verteidigung der Kolonien gegen andere Nationen und Aufständische war die Armee unerlässlich. Jedoch auch bei der Eroberung neuer Kolonien spielten die Bodentruppen eine wesentliche Rolle, da Großbritannien die Territorien bis weit ins Landesinnere kontrollieren wollte und damit außerhalb des Wirkungsbereiches der Royal Navy agiert werden musste.
In den 25 Jahren des Oberbefehls von Wellington war es zu einer Stagnation in der Entwicklung der britischen Armee gekommen. Dies wurde vor allem im Krimkrieg offensichtlich. Deshalb wurde der neue Oberbefehlshaber Henry Hardinge, 1. Viscount Hardinge, von Prinz Albert aufgefordert, die Ausbildung der britischen Armee zu verbessern. So wurde 1854 die Garnison Aldershot (The Home of the British Army) errichtet. Im Zuge der später durchgeführten Cardwell Reforms wurden eine Reihe der alten, oft überholten, Traditionen des Heeres abgeschafft.
Im Gegensatz zu den Heeren in Frankreich und Deutschland war die britische Armee im Viktorianischen Zeitalter keine Massenarmee und es existierte auch keine Wehrpflicht. Die britischen Regimenter wurden in einem Rotationssystem in der Heimat oder in den Kolonien eingesetzt. Der Aufenthalt der Infanterieregimenter in den Kolonien betrug meistens 20 Jahre. Dabei verblieben Depotkompanien in der Heimat, in denen die Grundausbildung der Rekruten erfolgte. In Friedenszeiten war die britische Armee eine Kaderarmee, die im Kriegsfall durch Freiwilligenwerbung verstärkt wurde. Nach dem Deutsch-Französischen Krieg wurden erneut Reformen in der British Army durchgeführt. Die Garnisonen in den sogenannten weißen Kolonien (Kanada, Australien, Neuseeland) wurden aufgelöst, und diese Länder wurden selbst für ihre Verteidigung verantwortlich gemacht. Dadurch wurden zum einen Truppen und Ressourcen freigesetzt, zum anderen wurde der Dienst in der Armee attraktiver, weil Überseeeinsätze reduziert werden konnten.
Gegen Ende des 19. Jahrhunderts gab es zwei starke rivalisierende Gruppen in der British Army mit unterschiedlichen Vorstellungen zur Verteidigungspolitik: Garnet Joseph Wolseleys Ashanti-Ring stand dafür, die britischen Truppen im Mutterland zu verstärken, um für einen Krieg gegen Frankreich oder Russland in Europa gerüstet zu sein. Im Gegensatz dazu war die Gruppe um Lord Roberts dafür, die britischen Truppen in Indien zu stärken und dort eine Entscheidung gegen Russland zu suchen (Great Game). Unter anderem infolge dieses Richtungsstreites wurde die Funktion des Oberbefehlshabers der britischen Armee durch den Chef des Imperialen Generalstabes ersetzt.
Um 1855 bestand die britische Armee aus
- Infanterie
  - 3 Regimentern Garde
  - 85 Linienregimentern
  - 13 Regimentern leichte Infanterie
  - 2 Regimentern Schützen
- Kavallerie
  - 3 Regimentern Garde (Kürassiere)
  - 6 Regimentern Gardedragoner (schwere)
  - 4 schweren Dragonerregimentern
  - 4 leichten Dragonerregimentern
  - 3 Husarenregimentern
  - 4 Ulanenregimentern
- Artillerie
  - 1 Regiment Fußartillerie
  - 1 Brigade reitender Artillerie

Der traditionelle Unterschied zwischen schwerer Schlachten- und leichter Aufklärungskavallerie wurde bereits zwanzig Jahre vorher aus wirtschaftlichen Gründen aufgehoben. Er drückte sich nur noch in der Uniformierung und den Namen der Regimenter aus. Sowohl die schweren als auch die leichten Regimenter wurden für Aufklärungs- und Vorpostendienste, aber auch den Angriff in der Schlacht verwendet.
Nach 1815 war die Armee in eine Vielzahl von Kriegen verwickelt. Diese galten, bis auf den Krimkrieg, als „kleine Kriege“, meist „kleine Reichskriege“. Diese Kriege kosten viel Geld und ihr Ergebnis war oft fragwürdig. Die Gesamtkosten für Army und Flotte machten 1846 47 % der Staatsausgaben aus. Ein Drittel der Kosten für die Army wurde für Garnisonen in Übersee ausgegeben. Ab 1862 wurden die britischen Garnisonen aus den selbstverwalteten Kolonien – Kanada, Neuseeland und Australien – abgezogen und diesen ihre Verteidigung selbst übertragen.

### Krimkrieg

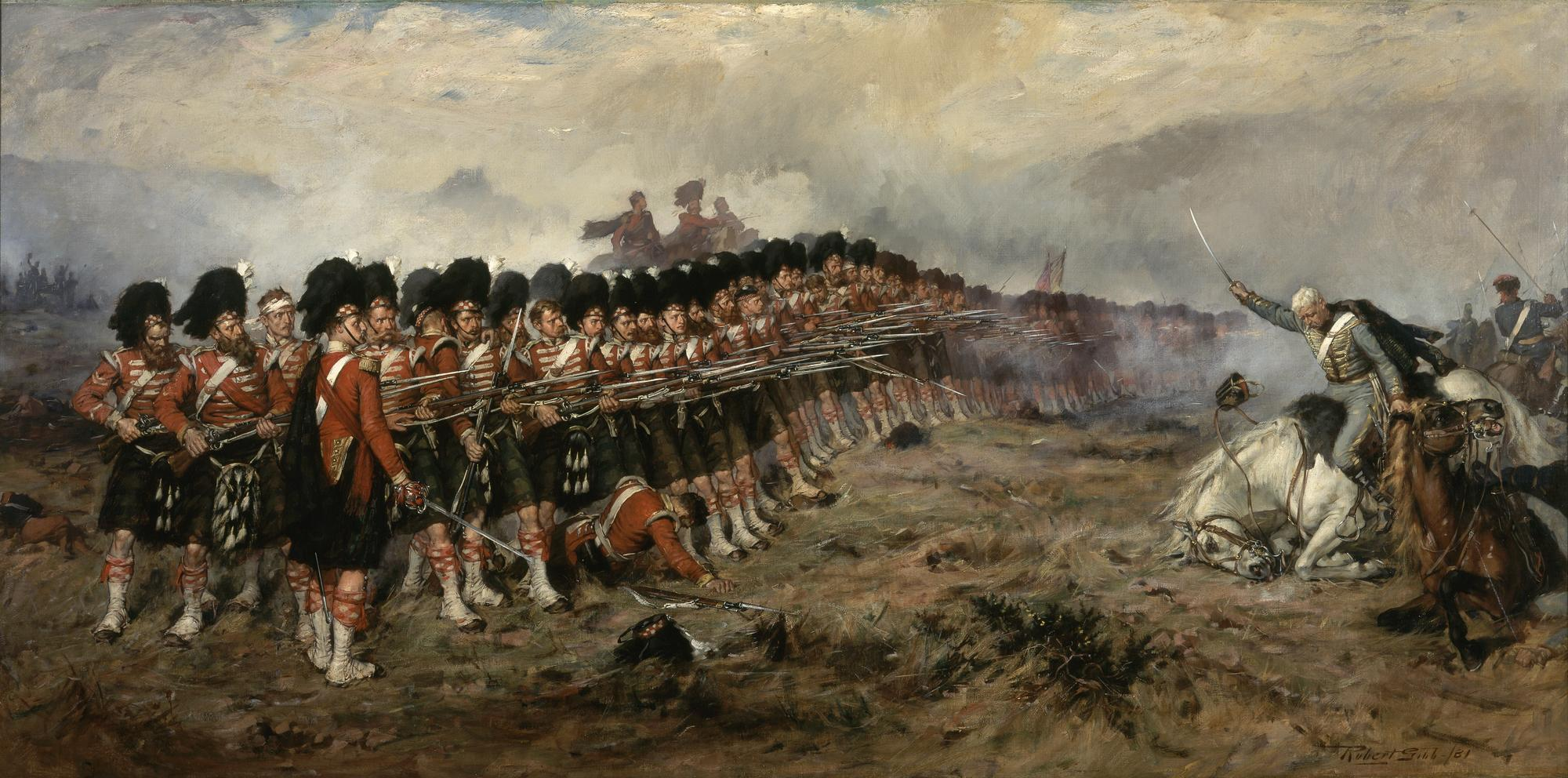
The Thin Red Line, von Robert Gibb, 1881

Der Krimkrieg (auch Orientkrieg) fand von 1853 bis 1856 zwischen Russland einerseits und dem Osmanischen Reich, Frankreich, Großbritannien und ab 1855 auch Sardinien-Piemont andererseits statt. Er begann als der neunte russisch-türkische Krieg und erhielt den Namen Krimkrieg, weil die längsten und entscheidenden Schlachten um die Halbinsel Krim geführt wurden. Der Krimkrieg gilt als erster der modernen Stellungskriege und im technischen Sinn moderne Krieg der Weltgeschichte. Zum ersten Mal wurden auf britischer Seite Infanterieeinheiten eingesetzt, die durchgehend mit Gewehren mit gezogenem Lauf ausgerüstet waren (Enfield Rifled Musket im Kaliber .577 inch (14,65 mm), eingeführt 1853, wirksame Reichweite ca. 800 Meter). Ebenfalls neu war die moderne Artillerie mit Explosivgranaten. Zum Einsatz kam erstmals auch der Telegraph und die Eisenbahn wurde zum Nachschub von Mensch und Material genutzt. Der Krimkrieg war zugleich der historisch erste Graben- und Stellungskrieg. Weiterhin stellte der Krimkrieg mit dem Todesritt von Balaklawa den Einsatz der klassischen Kavallerie-Attacke in Frage, da diese den modernen Schnellfeuerwaffen gegenüber auf verlorenem Posten stand.

### Anglo-Afghanische Kriege
Die Anglo-Afghanischen Kriege waren drei militärische Interventionen des Britischen Empire in Afghanistan zwischen 1839 und 1919. Ziel dieser Kriege war es, die britische Vormachtstellung in diesem Raum zu sichern und den Expansionsbestrebungen des Russischen Reiches Einhalt zu gebieten.
- Erster Anglo-Afghanischer Krieg 1839 bis 1842
- Zweiter Anglo-Afghanischer Krieg 1878 bis 1881
- Dritter Anglo-Afghanischer Krieg 1919

### Opiumkriege
Die sog. Opiumkriege wurden Mitte des 19. Jahrhunderts zwischen Großbritannien und dem Kaiserreich China der Qing-Dynastie ausgetragen. Zu unterscheiden sind:
- Der Erste Opiumkrieg (1839–1842) und
- Der Zweite Opiumkrieg (1856–1860)

### Sepoy-Aufstand
Der Sepoy-Aufstand war ein Aufstand gegen die britische Kolonialherrschaft über Indien. Er begann am 10. Mai 1857 als Meuterei von Sepoys der Garnison von Meerut. Seine tieferliegende Ursache war die verbreitete Unzufriedenheit der indischen Oberschicht mit dem wachsenden kulturellen und religiösen Einfluss des britischen Imperialismus. Nach der Niederwerfung des Aufstands wurde die Britisch-Ostindische-Handelsgesellschaft (British East India Company) aufgelöst, da die britische Regierung in deren Praktiken bei der Behandlung der indischen Bevölkerung die Hauptursache für den Aufstand sah. Die Territorien der Company wurden der Krone unterstellt und die Indian Army wurde die Armee der britischen Regierung von Indien. Die sogenannten europäischen Regimenter der Company wurden der British Army unterstellt.

### Äthiopienexpedition von 1868
Die Britische Äthiopienexpedition von 1868 war eine Strafexpedition, die sich gegen den Kaiser von Äthiopien Theodor II. richtete. Dieser fühlte sich provoziert, als er keine Antwort der britischen Regierung auf seine Bitte um Hilfe in den Kriegen mit seinen Nachbarn erhielt. Zunächst versuchte die britische Regierung, mit Verhandlungen eine Lösung des Konflikts herbeizuführen. Als sich dies als nicht erfolgreich erwies, schickte man eine 12.000 Mann starke Streitmacht der British Indian Army, befehligt von Robert Cornelis Napier, mit dem Ziel, die von dem Negus gefangen gehaltenen Geiseln zu befreien. Die Expeditionsstreitmacht landete im Dezember in Zula am Roten Meer und marschierte in südlicher Richtung auf Theodors Hauptstadt Magdala zu. Am 13. April 1868 kam es zu einer Schlacht vor den Toren der Zitadelle, bei der die Verteidiger verjagt wurden.

### Zulukrieg
Der Zulukrieg war ein Krieg zwischen dem Volk der Zulu in Südafrika und dem British Empire. Nach anfänglichen Erfolgen der Zulu konnten die Briten den Krieg gewinnen und das Zulureich hörte auf, als souveräner Staat zu existieren.
Der mächtige und kriegerische Zulustaat in der Nachbarschaft erschien den Briten in dieser Zeit als Bedrohung ihrer Siedlungen in Natal und im Transvaal (Südafrikanischen Republik). Im Januar 1879 drangen, nach Ablauf eines Ultimatums, britische Kolonialtruppen unter Lieutenant-General Lord Chelmsford, von Natal aus in das Zulureich König Cetshwayos ein. Die britische Armee bestand aus 11.300 Europäern und 5.800 Afrikanern. Am 22. Januar 1879 erlitt ein Teil der mittleren Abteilung der Briten in der Schlacht bei Isandhlwana eine katastrophale Niederlage. Am selben Tag konnten bei Rorke’s Drift 145 Briten dem Angriff von ungefähr 4.000 Zulu des uNdi Korps, unter Prinz Dabulamanzi kaMpande, standhalten. Für diesen Kampf wurden 11 Männer mit dem Victoriakreuz ausgezeichnet. Dies ist die größte Anzahl von Victoriakreuzen die je für ein einzelnes Gefecht verliehen wurde. Im Sommer begann Lord Chelmsford, seine Truppen umzustrukturieren. Die Briten schickten in dieser Zeit Truppen aus dem gesamten Empire nach Südafrika. Die Entscheidung fand statt am 4. Juli in der Schlacht bei Ulundi. Bereits nach einer halben Stunde brach der Angriff der Zulu im Feuer der technisch deutlich überlegenen Briten, die mit Artillerie und Gatlings ausgestattet waren, zusammen.

### Besetzung Ägyptens
Im Zuge der Niederschlagung der Urabi-Bewegung wurde 1882 Ägypten durch Großbritannien besetzt. Im September 1882 landeten britische Truppen unter General Wolseley in Ägypten um eine weitere wirtschaftliche und finanzielle Durchdringung des Landes und vor allem die Kontrolle über den Suez-Kanal sicherstellen zu können. Am 13. September wurde die Armee Orabi Paschas in der Schlacht von Tel-el-Kebir geschlagen und er selbst gefangen genommen.

### Der Mahdi-Aufstand im Sudan
Im Sudan, der ab 1821 unter die Herrschaft der osmanischen Vizekönige (Khediven) von Ägypten gekommen war, begann 1881 der Mahdi-Aufstand. 1884/1885 führte die British Army eine Operation zur Rettung von Gordon Pascha und zum Entsatz von Khartum von den Mahdisten durch, die so genannte Gordon Relief Expedition, durch. Während die Hauptstreitmacht (River Column) unter Garnet Joseph Wolseley mit Dampfern auf dem Nil vorrückte marschierte das so genannte Camel Corps, unter Sir Herbert Stewart, direkt durch die Wüste. Die britischen Truppen erreichten Khartum am 28. Januar 1885, zwei Tage nachdem diese gefallen und Gordon getötet worden war.
Seit seiner Ernennung 1892 zum Sirdar (Oberbefehlshaber) der ägyptischen Armee hatte Horatio Herbert Kitchener an der Vorbereitung der ägyptischen Truppen zur Rückeroberung des Sudan gearbeitet. 1896 wurde schließlich die Anglo-Egyptian Nile Expeditionary Force, unter seinem Kommando, in Marsch gesetzt. Diese führte zunächst im Dongola-Feldzug die Besetzung des nördlichen Sudan durch. Dabei kam es am 7. Juni 1896 zur Schlacht von Firket und am 23. September fiel Dongola. Nachdem das Problem der langen Nachschubwege behoben wurde, indem ab Januar 1897 eine Eisenbahnlinie im großen Nilbogen von Wadi Halfa nach Abu Hamed erbaut worden war, konnte die anglo-ägyptische Armee weiter vorrücken. Von 1897 bis 1898 marschierten die Briten im Nil-Feldzug weiter nach Süden. Nach mehreren Gefechten besiegte Kitchener am 2. September 1898 die Mahdisten in der Schlacht von Omdurman.

### Burenkrieg
Der Burenkrieg von 1899 bis 1902 war ein Konflikt zwischen Großbritannien und den Burenrepubliken Oranje-Freistaat und Transvaal, der mit der Eingliederung der letzteren in das Britische Empire endete.
Von Dezember 1899 bis Januar 1900 musste die Briten mehrere katastrophale Niederlagen gegen die Burenarmee hinnehmen. Das Blatt wendete sich für die Briten erst, als General Buller Anfang des Jahres 1900 von Feldmarschall Frederick Sleigh Roberts und dessen Stabschef General Horatio Herbert Kitchener abgelöst wurde und 60.000 Mann Verstärkung in Südafrika eintrafen. Die durch die Buren belagerten Städte wurden freigekämpft und am 5. Juni fiel die Hauptstadt Transvaals, Pretoria. Der Krieg schien für Großbritannien gewonnen zu sein; Roberts kehrte nach England zurück und überließ Kitchener den Oberbefehl. Nun aber änderten die Buren ihre Taktik und gingen zu einem für die Briten äußerst verlustreichen Guerilla-Krieg über. Da ein so operierender Gegner auf konventionelle Weise kaum zu fassen war, wandte Kitchener eine Strategie der „verbrannten Erde“ an. Darüber hinaus schränkte Kitchener die Bewegungsfreiheit der burischen Guerillatruppe immer weiter ein. Dazu legte zunächst entlang der Bahnlinien und schließlich über das ganze Land ein System von Blockhäusern an, die mit kleinen Garnisonen belegt waren. Am 31. Mai 1902 wurde schließlich der Burenkrieg mit dem Frieden von Vereeniging beendet.

### British Indian Army (1858–1947)
Nach der Niederwerfung des Sepoy-Aufstandes wurde 1858 die Britisch-Ostindische-Handelsgesellschaft (British East India Company) aufgelöst. Die Territorien der Kompanie wurden der Krone unterstellt und die Indian Army wurde die Armee der britischen Regierung von Indien. Die Indian Army enthielt zu diesem Zeitpunkt sowohl britische als auch indische Einheiten. Zu Beginn des 20. Jahrhunderts wurden durch den Oberbefehlshaber Lord Kitchener umfangreiche Reformen durchgeführt. Die Army of India bestand von 1903 bis 1947 aus:
- Truppen lokaler Soldaten mit britischen Offizieren (Indian Army)
- britische Truppen die für einen bestimmten Zeitraum (20 Jahre) nach Indien kommandiert waren (British Army in India)

Am Ersten Weltkrieg nahmen 1,3 Millionen und im Zweiten Weltkrieg 2,5 Millionen Angehörige der Indian Army teil.

## Der Erste Weltkrieg

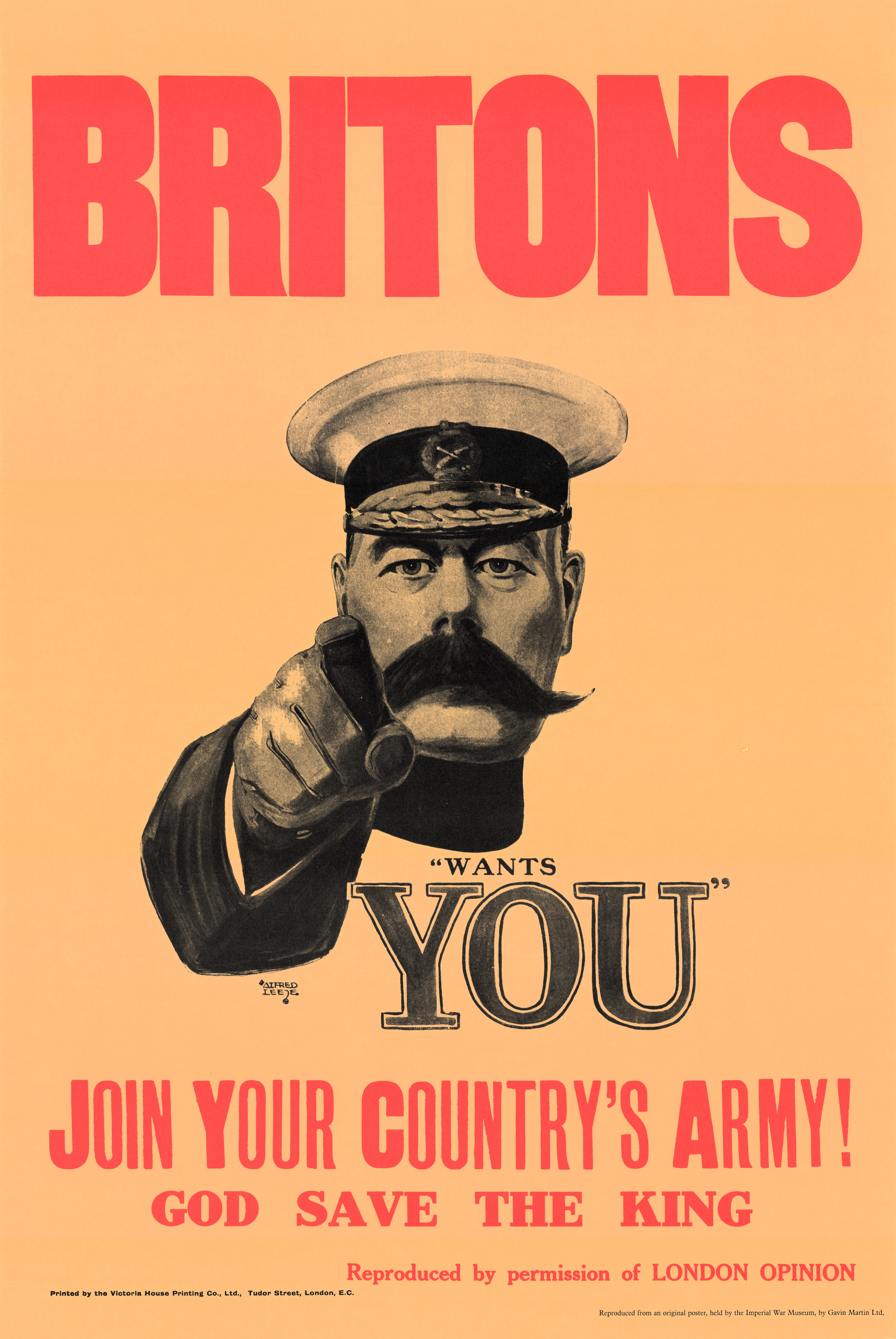
Plakat von 1914

Bereits vor dem Beginn des Ersten Weltkrieges hatte Deutschland die Vormachtstellung Großbritanniens in Frage gestellt. Da Großbritannien Bündnisse mit Frankreich und Russland geschlossen hatte, kam es 1914 zur ersten militärischen Konfrontation zwischen den beiden Staaten. Zu Beginn des Krieges musste die Armee den Bedingungen des neuen mit Massenarmeen geführten Krieges angepasst werden. Deshalb wurde von Kriegsminister Horatio Herbert Kitchener ein Programm zur Aufstellung einer Massenarmee (Kitcheners Armee) ins Leben gerufen. Im Verlauf des Krieges wurden über 900.000 Soldaten des Britischen Empire getötet und etwa zwei Millionen verletzt. Allein in der Schlacht an der Somme verlor die British Army etwa 419.000 Soldaten. Der Erste Weltkrieg war der verlustreichste Krieg in der Geschichte der British Army. Erstmals kamen hier technische Neuerungen wie Flugzeuge und Panzer zum Einsatz, die das Gesicht späterer Kriege prägen sollten.

## Struktur

### Oberbefehl
Der Oberbefehlshaber der britischen Armee (Commander-in-Chief of the Forces) war der militärische / fachliche Führer der britischen Landstreitkräfte von Mitte des 17. Jahrhunderts bis 1904 (siehe Liste der Oberbefehlshaber der britischen Armee). Aufgrund der Neuordnung der Heeresverwaltung legte Lord Roberts 1904 das Amt als Oberbefehlshaber nieder, das nun nicht mehr besetzt wurde. Später wurde die Funktion durch den Chef des Imperialen Generalstabes ausgeführt. Der Chef des Imperialen Generalstabes oder Reichsgeneralstabes war der Chef des Generalstabes der britischen Landstreitkräfte zwischen 1908 und 1964. Seit 1964 wird der militärische Führer der Army Chef des Generalstabes genannt.

### Offiziere
Die Offiziere, die gentlemen zu sein hatten, rekrutierten sich hauptsächlich aus der Oberschicht, meist aus nachgeborenen Söhnen des Adels. Fähige Soldaten hatten die Möglichkeit in der Hierarchie aufzusteigen. Offiziere der Foot Guard-Regimenter hielten bis 1871 im Felde bei anderen Einheiten einen Rang über dem ihrigen (double rank). Beförderungen in Generalsränge erfolgte nach dem Dienstalter, jedoch nicht nach Erfolg in der Einsatzführung.

#### Kauf von Offizierspatenten
Der Kauf von Offizierspatenten in der British Army war bis November 1871 üblich und war für die gesellschaftlich begehrten Garde- und Kavallerie-Regimenter sehr teuer. Ein Patent für einen Lieutenant der Infanterie kostete 700 GBP. Das entspricht heute einem Preis von 74.506 GBP. Bis zur Reform 1844 war der direkte Einstieg in höhere Ränge möglich, was dazu führte, dass vollkommen unfähige Kommandeure Schlachten verloren. Ab 1844 musste man, um ein Captainspatent kaufen zu können, mindestens zwei Jahre als Lieutenant gedient haben. Zum Major konnte nur aufsteigen, wer sechs Dienstjahre vorweisen konnte. Nachdem der Kauf von Patenten eingeschränkt wurde, nahm die Zahl der in Kadettenanstalten ausgebildeten und professionellen Offiziere zu.
| Preise von Offizierspatenten (1844) in £ |             |       |         |            |               |
| Einheit                                  | Lt.-Colonel | Major | Captain | Lieutenant | Ensign/Cornet |
| Life Guards                              | 7250        | 5350  | 3500    | 1785       | 1260          |
| Royal Horse Guards                       | 7250        | 5350  | 3500    | 1600       | 1260          |
| Kavallerie                               | 6175        | 4575  | 3225    | 1190       | 840           |
| Foot Guards                              | 9000        | 8300  | 4800    | 2050       | 1200          |
| Infanterie                               | 4540        | 3200  | 1800    | 700        | 450-500       |

Der letzte Offizier der sein Einstiegspatent noch gekauft hatte, schied im Januar 1910 aus.

### Mannschaften
Die Dienstverpflichtung der Mannschaften (Other Ranks) war üblicherweise „freiwillig“ und lebenslang. Besonders während Kriegszeiten griffen jedoch die mit der Rekrutierung beauftragten Agenten, die ein Kopfgeld erhielten, zu verschiedensten Tricks, um Soldaten gewaltsam anzuwerben. Angeworbene erhielten einen Eintrittsbonus (King’s Shilling). Während der napoleonischen Kriege wurden, bis 1829, begrenzte Dienstzeiten eingeführt, um eine bessere Sorte Rekruten anzuziehen. Dies war 7 Jahre in der Infanterie und 12 Jahre bei der Kavallerie. Mit dem Enlistment Act 1870, Teil der Cardwell-Reformen, wurde eine allgemeine Dienstpflicht von 12 Jahren eingeführt. Dabei wurden sechs Jahre aktiver Dienst und sechs Jahre als Reservist geleistet; ein Verhältnis, das später auf sieben zu fünf Jahren umgestellt wurde.
Wie überall in Europa wurde Ende des 18. Jahrhunderts der „Beruf“ des einfachen Soldaten extrem geringgeschätzt und war nur für die übelst beleumundeten Schichten attraktiv. Wellington sprach von seinen Mannschaftsdienstgraden als „Abschaum“ (scum of the earth). Die Soldaten waren auch im Dienst meist betrunken. Innerhalb indischer Garnisonen waren bis 1897 Bordelle eingerichtet. Disziplin musste, wie auch in Preußen zur Zeit Friedrichs des Großen durch schärfste Maßnahmen aufrechterhalten werden.
An Verpflegung erhielten Mannschaften (1878) in Friedenszeiten täglich ¾ lb. Fleisch und 1 lb. Brot. Zwölf Mann hatten sich 37 lb. Kohle ebenso zu teilen, wie auch die 2 3/16 gill Öl, die pro 18 Mann verteilt wurden. Gemüse und andere Speisen mussten zugekauft werden. Im Felde hätte es 1½ lb. Brot oder Zwieback geben sollen, dazu 16 oz. Frisch- oder Salzfleisch, soweit erhältlich. Weiterhin gab es je zwei Unzen Reis und Zucker, eine Unze Kaffee oder ¼ oz. Tee, dazu frisches Gemüse oder Trockenkartoffeln. In Indien waren die Rationen höher. Statt Kohle gab es Holz. Charakteristisch war die Uniformierung mit wollenem rotem Waffenrock. Von ihm leitet sich die Bezeichnung redcoats („Rotröcke“) für die Soldaten her. Dieser Waffenrock erwies sich in den tropischen Kolonien als unpraktisch, da er nicht nur weithin sichtbar, sondern auch viel zu heiß war. Ab ca. 1850 wurden, in Indien beginnend, bräunliche Uniformen, zumindest im Kampfeinsatz üblich. Die, seit 1849 vereinzelt und ab 1879 verstärkt, auf Regimentsebene besonders in Übersee eingeführten Khaki-Bekleidung wurden 1902 Standard für den Alltagsgebrauch im Mutterland, während sie bereits seit 1896 für den gesamten überseeischen Dienst vorgeschrieben worden war.

#### Artillerie und Pioniere
Die Artillerie (Royal Artillery) und die Pioniere (Royal Engineers) bestanden bis 1855 mit unabhängiger Kommandostruktur unter dem Board of Ordnance. Danach unterstanden sie dem War Office als Teil der Armee. Seit 1793 war zwischen der berittenen Royal Horse Artillery und den leichteren Einheiten der Foot Artillery unterschieden worden. Zunächst wurden die Einheiten nach ihren Kommandeuren benannt, ab 1899 wurde das System geändert. Die 21 (1898) berittenen Einheiten wurden nun durch Buchstaben (A–U) bezeichnet, die zahlreicheren Fußeinheiten wurden nummeriert (geplant waren 103, dazu 10 Gebirgsbatterien). 1899 bis 1924 wurde zwischen Feld- und Festungsartillerie unterschieden. Die berittenen und Feldbatterien bestanden üblicherweise aus sechs Geschützen mit entsprechendem Zug. Um 1900 hatte eine normale Batterie fünf Offiziere, neun Unteroffiziere und 148 Mann, dazu in den Kolonien noch einheimische Treiber.
Innerhalb der Pioniertruppen bestanden zwei getrennte Laufbahnen. Für Offiziere die Royal Engineers, für Mannschaften die Royal Sappers and Miners. Nach der Unterstellung unter das Kriegsministerium gab es ab 1856 nur noch das Corps of Royal Engineers. Die übliche taktische Einheit war die Feldkompanie, die in Friedenszeiten (1898) drei Offiziere, 22 Unteroffiziere und 160 Mann umfasste. Im Felde wurden sie auf sechs Offiziere, 34 Unteroffiziere und 171 Mann erweitert. Zur Jahrhundertwende bestanden folgende Bataillone: 18 für Festungen, 12 Unterwassermineure, vier Landvermesser und zwei für den Dienst an der Eisenbahn. Dazu kamen kleinere Spezialeinheiten für Telegraphie, Luftschiffer usw.
Den Nachschub besorgte bis 1833 der Royal Waggon Train. Erst im Krimkrieg wurde mit dem Land Transport Corps wieder eine eigene Versorgungseinheit aufgestellt, die dann bis 1869 Military Train hieß. Danach erfolgte die Teilung in Army Service Corps für Mannschaften und Control Departement für Offiziere, das ab Dezember 1875 Commissariat and Transport Department hieß. Beide Organisationen wurden 1888 wieder zusammengeführt als Army Service Corps. Die Einheiten operierten üblicherweise als unabhängige Kompanien.

#### Mediziner
Ein effektiver medizinischer Dienst kam erst angesichts der Schrecken des Krimkriegs durch die Arbeit von Florence Nightingale zustande. Ärzte als Offiziere waren bis 1873 Angehörige der einzelnen Regimentsstäbe. Die Sanitätssoldaten gehörten dem 1855 gegründeten Army Hospital Corps bezw. dem Medical Staff Corps an. Die Trennung wurde mit der Schaffung des Royal Army Medical Corps 1898 aufgehoben.